# Vaszary Dózsa József
Vaszary Dózsa József (Dominicus Iosephus Vaszary) (Alsópáhok, 1833. november 4. – Komárom, 1899. március 6.) Szent Benedek-rendi tanár, perjel. Vaszary Kolos bíboros-hercegprímás Vaszary József nevű, alsópáhoki kántortanító bátyjának a fia.

## Élete
Édesapja Vaszary József (*1800–†?) kántortanító, anyja Rózsa Judit. Apai nagyszülei Vaszary Ferenc (1764–1840), keszthelyi szűcsmester és Nyemánszky Erzsébet (1764–1827) voltak. Első neje halála után, Vaszary Ferenc újra megnősült és elvette Bajnok Teréziát, akitől 1832-ben, Keszthelyen született Vaszary Kolos hercegprímás. Vaszary Kolos nagybátyja volt a nála csak egy évvel fiatalabb Vaszary Dózsa Józsefnek.
Vaszary Dózsa József 1850. szeptember 15-én lépett a bencés rendbe. Teológiai tanulmányait Pannonhalmán végezte. 1855. május 29-én fogadalmat tett, majd 1857. augusztus 31-én pappá szentelték. 1857 és 1866 között tanár volt az esztergomi főgimnáziumban, 1866-tól pedig a győriben, ahol a görög nyelvet tanította. 1885-től Tihanyban volt perjel és házgondnok, 1889-től Pannonhalmán jószágkormányzó, 1891-től Komáromban élt mint nyugdíjas.